# 法国国家基因测序中心
48°37′24″N 2°26′22″E / 48.623412°N 2.439364°E
法国国家基因测序中心（简称Genoscope）是法国官方的科研机构，由原子能和替代能源委员会（CEA）管理，1996年成立，曾参与人类基因组计划，位于埃松省的埃夫里，雇员约130人。